# Harald Geppert
Harald Aloysius August Maria Geppert (* 22. März 1902 in Breslau; † 4. Mai 1945 in Berlin)  war ein deutscher Mathematiker.

## Leben
Geppert war der Sohn eines Mittelschulrektors und studierte 1920 bis 1924 Mathematik in Breslau und Göttingen und wurde 1923 bei Adolf Kneser in Breslau promoviert (Entwicklungen willkürlicher Funktionen nach funktionentheoretischen Methoden). Er war Assistent am Mathematischen Seminar in Gießen, war nach der Habilitation 1925 Privatdozent und ab 1930 außerordentlicher Professor an der Universität Gießen. 1935 wurde er ordentlicher Professor in Gießen. 1940 bis 1945 war er ordentlicher Professor an der Universität Berlin.
Er befasste sich unter anderem mit Geometrie von Kreis und Kugel (Konvexgeometrie) und Differentialgleichungen (asymptotisches Verhalten der Eigenwerte bei Randwertproblemen), algebraischer Geometrie (wobei er an die italienische Schule anknüpfte) und Genetik. In Anschluss an seine Beschäftigung mit dem Werk von Carl Friedrich Gauß befasste er sich mit dem arithmetisch-geometrischen Mittel und er gab auch Werke von Gauß dazu (und über elliptische Modulfunktionen aus dem Nachlass) bei Ostwalds Klassikern heraus. In der Gauß-Werkausgabe schrieb er einen Kommentar zu den Arbeiten von Gauß in Mechanik und Potentialtheorie. Beeinflusst von Tullio Levi-Civita befasste er sich mit adiabatischen Invarianten.
Geppert, der eine italienische Mutter hatte (Ernesta Belardi), veröffentlichte auch in Italienisch. 1928/29 war er mit einem Rockefeller-Stipendium an der Universität Rom.
Er war überzeugter Nationalsozialist und Mitglied der SA und im NS-Lehrerbund. Am 22. Juni 1937 beantragte er die Aufnahme in die NSDAP und wurde rückwirkend zum 1. Mai desselben Jahres aufgenommen (Mitgliedsnummer 5.222.808). Er war mit dem Vertreter der Deutschen Mathematik Ludwig Bieberbach verbunden, der ihm zu seinem Posten in Berlin verholfen hatte und ihn zum Knüpfen internationaler Kontakte benutzte. Ab 1939 übernahm er die Herausgabe des Zentralblatts für Mathematik und des Jahrbuchs über die Fortschritte der Mathematik. Bei Ende des Zweiten Weltkriegs beging er Suizid.
Zu seinen Doktoranden gehörte Henry Görtler.
1931 heiratete er in Dortmund Hedwig Winkler (1903–1945).

## Schriften
- mit Siegfried Koller: Erbmathematik. Theorie der Vererbung in Bevölkerung und Sippe, Quelle & Meyer, Leipzig 1938
- Die Uniformisierung des arithmetisch-geometrischen Mittels, Jahresbericht der Deutschen Mathematiker-Vereinigung Band 38, 1929, S. 73–82
- Über Gauss’ Arbeiten zur Mechanik und Potentialtheorie, in: C. F. Gauß, Werke, Band X,2, Springer 1922–1933
- Sugli invarianti adiabatici di un generico sistema differenziale, 3 Teile, Rend. della R. Accademia Nazionale dei Lincei, 1928
- Die Klassifikation der algebraischen Flächen, Jahresbericht der DMV, Band 41, 1932, S. 18–39
- Wie Gauß zur elliptischen Modulfunktion kam, Deutsche Mathematik, Band 5, 1940, S. 158–175
- Herausgeber und Übersetzer: C. F. Gauß, Bestimmung der Anziehung eines elliptischen Ringes, Nachlaß zur Theorie des arithmetisch-geometrischen Mittels und der Modulfunktionen, Ostwald's Klassiker d. exakten Wiss. 225, Leipzig 1927